# زووله (ناحیه ژدار ناد سازاوو)
زووله (به چکی: Zvole) یک منطقهٔ مسکونی در جمهوری چک است که در ناحیه ژدار ناد سازاووو واقع شده‌است. زووله ۱۷٫۰۴ کیلومتر مربع مساحت و ۶۴۳ نفر جمعیت دارد و ۵۲۹ متر بالاتر از سطح دریا واقع شده‌است.